# 毛列阿嚙蟲
毛列阿嚙蟲（学名：Aaroniella serialis）为黑斑嚙蟲科阿嚙蟲屬下的一个种。